# Dont'e Thornton
Dont'e Terrell Thornton Jr. (Baltimora, 30 novembre 2002) è un giocatore di football americano statunitense che milita nel ruolo di wide receiver per i Las Vegas Raiders della National Football League (NFL). Al college ha giocato per Oregon e Tennessee.

## Carriera universitaria

### Oregon Ducks
Thornton, originario di Baltimora in Maryland dove cominciò a giocare a football nella locale Mounth Saint Joseph High School, fu valutato come un prospetto medio-alto (quattro stelle su cinque) per il college football e nel 2021 andò a giocare all'Università dell'Oregon con i Ducks impegnati nella Big Ten Conference (B1G) della Divisione I della Football Bowl Subdivision (FBS) della NCAA.
Nella sua prima stagione, nel 2021, collezionò nove ricezioni per 75 yard e due touchdown. Nel 2022 fece 11 presenze, di cui cinque da titolare, collezionando 17 ricezioni per 366 yard e un touchdown. Al termine della stagione sfruttò la possibilità di trasferirsi a giocare in un'altra università.

### Tennessee Volunteers
Nel 2023 Thornton si trasferì all'Università del Tennessee con i Volunteers impegnati nella Southeastern Conference (SEC).
Nel suo primo anno fece 13 ricezioni per 224 yard e un touchdown.  La stagione successiva fece 26 ricezioni per 771 yard e sei touchdown.

## Carriera professionistica

### Las Vegas Raiders
Il 26 aprile 2025 Thornton fu selezionato nel 4° giro del Draft NFL 2025, con la 108ª scelta assoluta, dai Las Vegas Raiders. Il 9 maggio Thornton firmò il suo contratto da rookie, un accordo quadriennale da 5,25 milioni di dollari, di cui 1,05 milioni come bonus alla firma.